# Himantosoma porosum
Himantosoma porosum är en mångfotingart. Himantosoma porosum ingår i släktet Himantosoma och familjen Gonibregmatidae.

## Underarter
Arten delas in i följande underarter:
- H. p. porosum
- H. p. tridivisum